# Farallones de Cali
A Farallones de Cali egy hegylánc a kolumbiai Valle del Cauca megye területén, Cali városa mellett. A szép táj, a jó kilátás, a vízesések és az értékes élővilág miatt kedvelt turisztikai célpont. A farallón spanyol szó meredek falú (általában tengerből kinyúló) sziklát jelent.

## Földrajz
A tenger szintje fölé több mint 4000 méterrel magasodó hegyvonulat az Andok Nyugati-Kordillerájának részét képezi. Közigazgatásilag Kolumbia Valle del Cauca megyéjéhez tartozik. A hegyeket és környéküket magába foglaló, 150 000 hektáros természetvédelmi terület négy község területére terjed ki: Cali, Jamundí, Dauga és Buenaventura. A nagy magasságkülönbségek miatt az éghajlati jellemzők igen változatosak: míg a nyugati oldalon az alacsonyabb részeken az éves átlaghőmérséklet 25 °C, addig a csúcson mindössze 5 fok. A keleti oldal valamivel melegebb, mint a nyugati, és ott a csapadék is kevesebb: míg nyugaton évente 6000 mm hull, addig keleten feleennyi. Nyugaton a február a legszárazabb hónap, keleten pedig a januártól márciusig tartó időszak mellett júliusban és augusztusban sem esik annyi eső.
Csúcsai között megtalálható a Pico de Loro, a Pico Pance és a Pico de Águila. A területen több folyó is ered, például a Cali, a Pance, a Meléndez, a Claro és a Jamundí, amelyek amellett, hogy ivóvízzel látják el a közeli településeket, köztük a több millió lakosú Calit, két víztározót (Alto és Bajo Anchicayá) is táplálnak, amelyekre erőműveket telepítettek.

## Élővilág
Élővilága igen gazdag, csak madárból 700 faj fészkel itt. Az emlősök közül többféle denevér mellett említést érdemel a puma, a jaguár, az oncilla, a pápaszemes medve, a fehérhomlokú csuklyásmajom, a vörös bőgőmajom, a közép-amerikai éjimajom, a barna pókmajom, a hangyászok, lajhárok, mókusok, nyulak, a pekarifélék és a szarvasok.
A területet sokhelyütt (főleg a nyugati oldalon, az alacsonyabb részeken) nedves erdők borítják, ahol sűrűn nőnek a liánok és egyéb fán lakó növények. Összesen 108 olyan növényfajt figyeltek meg eddig, amely országos szinten is fenyegetettnek számít ritkasága vagy endemikussága miatt. Ilyen például néhányféle tölgy, az Aniba perutilis nevű babérféle és az úgynevezett alma negra.

## Képek

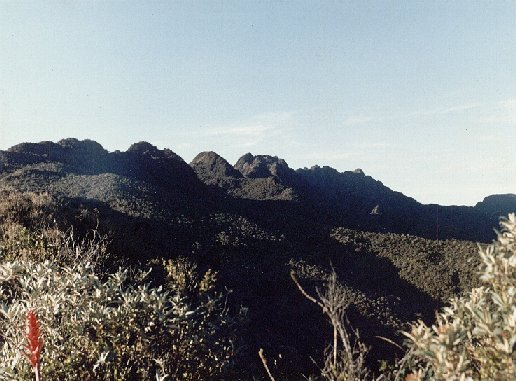
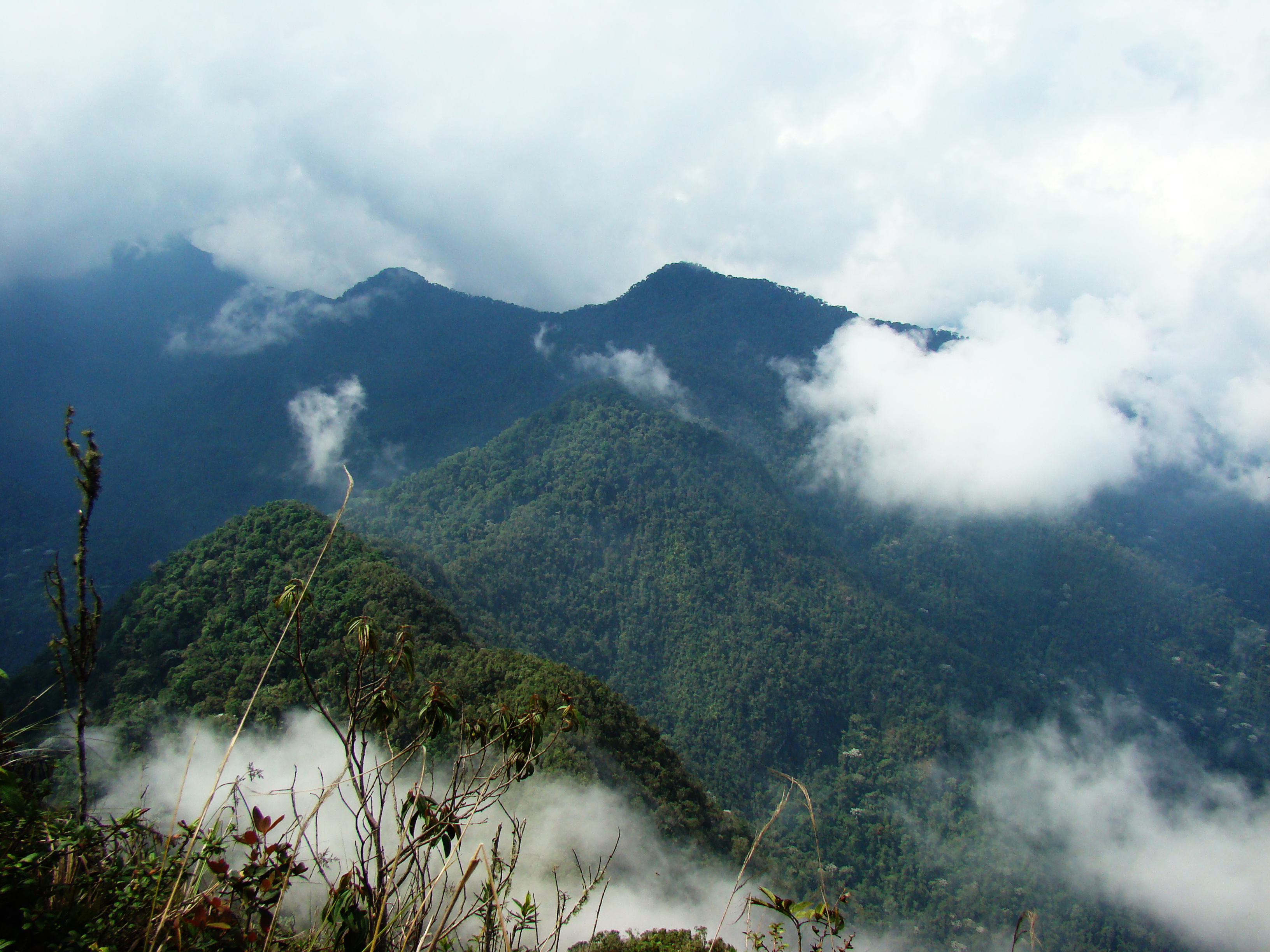
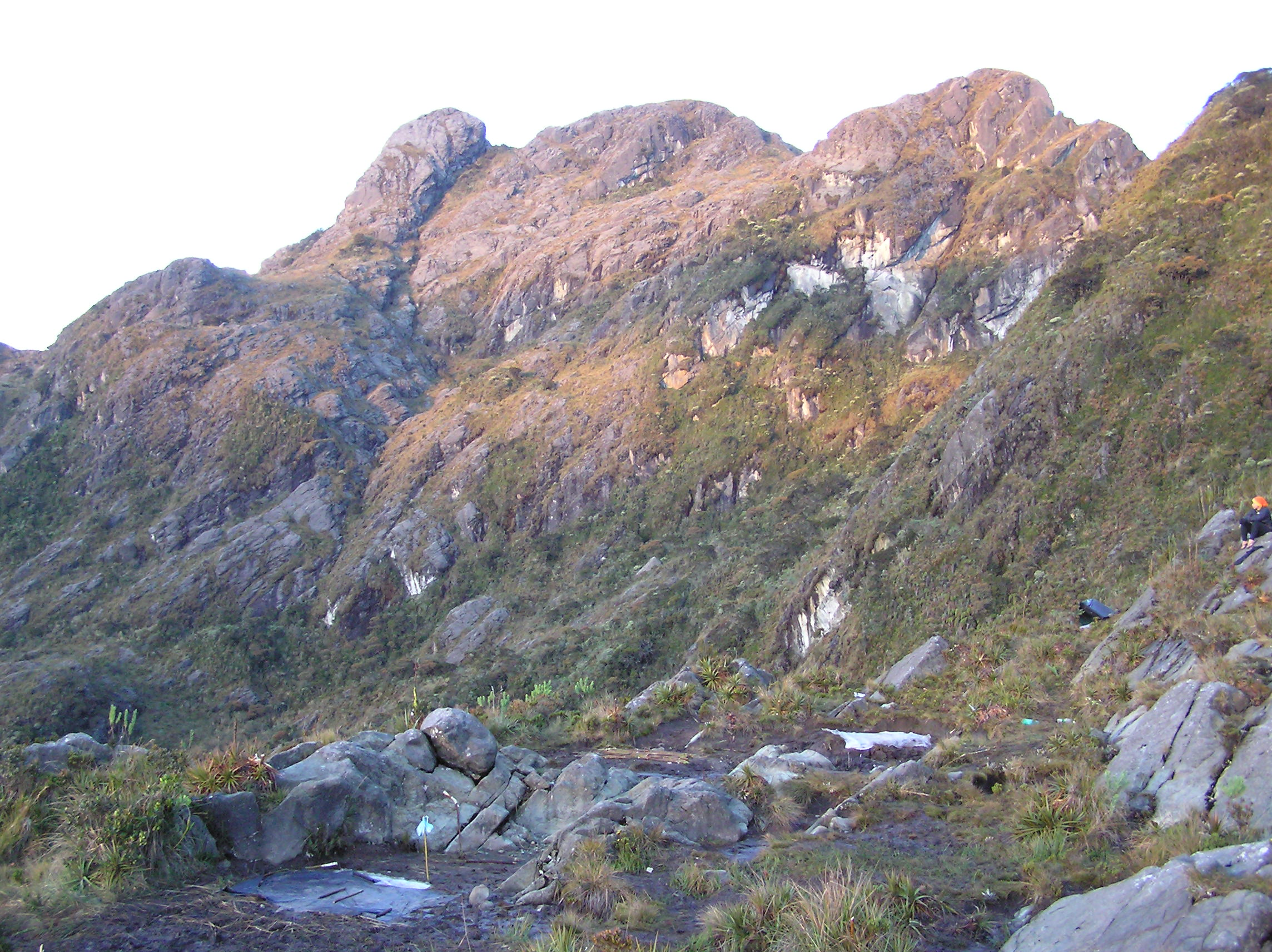
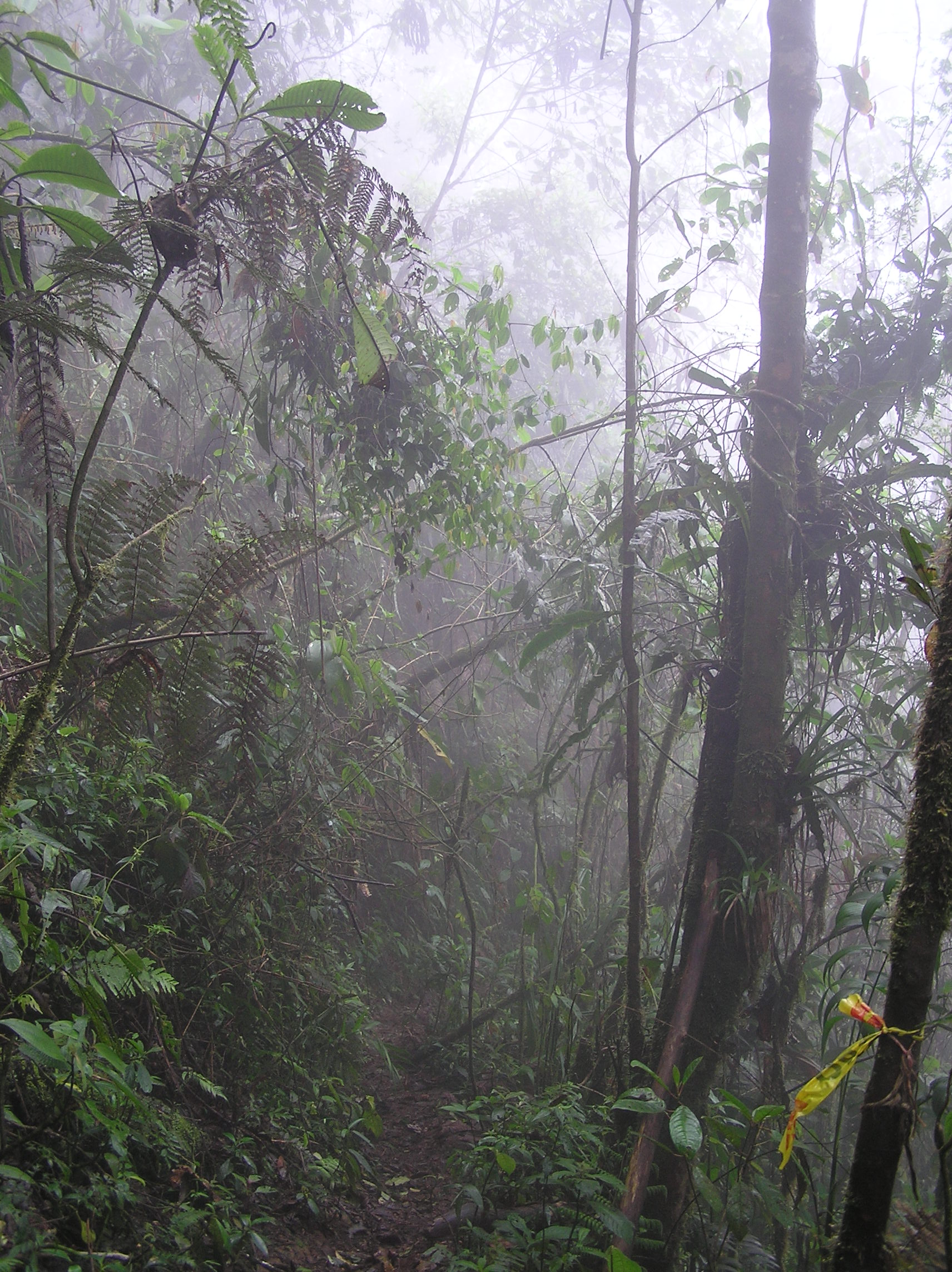